# Талалай, Илья Владимирович
Илья Владимирович Талалай (11 августа 1934, Ленинград — 14 сентября 1987, Челябинск) — советский архитектор, член СА СССР (1963), лауреат премии Совета Министров СССР (1981, за проект общественно-жилого комплекса по проспекту Ленина в Челябинске).

## Биография
Илья Владимирович Талалай родился в Ленинграде, в семье художников В. Л. Талалая и
Т. И. Эйленкриг. Окончил Московский архитектурный институт (МАРХИ) (1959). В марте 1960 поступил на работу в мастерскую № 2 института «Горпроект» в Челябинске главным архитектором проектов. Работал заместителем главного архитектора города Челябинска (1974-77). Внес большой вклад в проектирование жилых и общественных комплексов.
- Занимался научной работой в Ленинградском зональном институте типового и экспериментального проектирования жилых и общественных зданий (ЛенЗНИИЭП) под руководством доктора архитектуры Г. Д. Платонова (с 1973)
- На общественных началах преподавал в школе заводских художников при обкоме КПСС, заведовал отделением художественного факультета культуры в Ленинском университете знаний
- Был членом Градостроительного совета и совета Художественного фонда РФ
- Избирался в депутаты районного Совета депутатов трудящихся (1975-77)
- Был членом правления ЧОСА, руководил секцией монументальной пропаганды и синтеза искусств (1967-87)
- Работал в качестве главного художника постановок в театре драмы: «Время любить» и «Самое дорогое» , 1962, «Четыре креста на солнце» (1966), «Филумена Мартурана» (1984), и в ТЮЗе «Веселые ребята» (1968).

## Избранные проекты и постройки
В Челябинске:
- Проекты застройки микрорайона по ул. Володарского (1960-64, стр-во 1964-66) и микрорайона «Заречный» (1961-62, стр-во 1963-66).
- Здание Облстатуправления по ул. Коммуны, 139 (1962, стр-во 1963-64)
- Памятник «Подвиг» выпускникам школы № 1, погибшим в годы Вел. Отеч. войны (1970, скульптор В. П. Бокарев)
- Комплекс зданий Дома политпросвещения (1969, стр-во 1970-72, при участии Б. В. Петрова, инж. Т. Иоговской, диплом Госстроя РСФСР)
- Здание института «Гипростанок» по ул. Российской (1980)
- Мемориальный комплекс «Память о вас сильнее смерти» на Лесном кладбище (1975, скульпторы Л. и Э. Головницкие, совм. с Ю. Даниловым)
- Здание Калининского райкома КПСС (1975, совм. с Петровым, К. Мешиной, инж. Ю. Апарицкий, скульптор Е. Макаров)
- Памятник М. И. Калинину (совм. с Петровым, скульпторы И. В. Бесчастнов, В. Маганов)
- Комплекс 14-этажных жилых домов с блоками обслуживания по пр. Ленина (1978, совм. с Петровым, Б. А. Барановым, В. В. Светличным, инж. В. Г. Ламанов, В. А. Наумов)
- Комплекс 14-этажных жилых домов по ул. Кирова с блоками обслуживания и по ул. Цвиллинга с Выставочным залом СХ (1977, совм. с Петровым, Барановым)
- Проект площади с памятником И. В. Курчатову (1986, совм. с В. Л. Глазыриным,Петровым, скульптор В. А. Авакян)